# Mill Shoals
Mill Shoals és una població dels Estats Units a l'estat d'Illinois. Segons el cens del 2000 tenia 235 habitants.

## Demografia
Segons el cens del 2000, Mill Shoals tenia 235 habitants, 111 habitatges, i 72 famílies. La densitat de població era de 116,3 habitants/km².
Dels 111 habitatges en un 24,3% hi vivien nens de menys de 18 anys, en un 57,7% hi vivien parelles casades, en un 5,4% dones solteres, i en un 35,1% no eren unitats familiars. En el 33,3% dels habitatges hi vivien persones soles el 16,2% de les quals corresponia a persones de 65 anys o més que vivien soles. El nombre mitjà de persones vivint en cada habitatge era de 2,12 i el nombre mitjà de persones que vivien en cada família era de 2,67.
Per edats la població es repartia de la següent manera: un 20% tenia menys de 18 anys, un 8,1% entre 18 i 24, un 18,7% entre 25 i 44, un 33,6% de 45 a 60 i un 19,6% 65 anys o més.
L'edat mediana era de 48 anys. Per cada 100 dones de 18 o més anys hi havia 93,8 homes.
La renda mediana per habitatge era de 27.292 $ i la renda mediana per família de 33.750 $. Els homes tenien una renda mediana de 34.375 $ mentre que les dones 20.000 $. La renda per capita de la població era de 14.355 $. Aproximadament el 5,7% de les famílies i el 9,9% de la població estaven per davall del llindar de pobresa.

## Poblacions més properes
El següent diagrama mostra les poblacions més properes.